# Khairagarh
Khairagarh fou un estat tributari protegit a les Províncies Centrals, amb una superfície de 2.411 km², format per tres trossos a l'oest del districte de Drug amb el qual, i amb els estats de Chhulkhadan, Kawardha i Nandgaon limita en algun punt. La població el 1881 era de 166.138, el 1901 era de 137.554 i el 1931 de 157.400 habitants, amb 497 pobles i una ciutat, Dongargarh (5856 habitants). La població eren gonds, lodhis, chamars i ahirs i la llengua principal era el dialecte de Chhattisgarh del hindi.
La capital era a Khairagarh, amb 4.656 habitants, a uns 40 km tant de Dongargarh com de Nandgaon. La part occidental de l'estat era muntanyosa però la part oriental era plana i fèrtil.

## Història
La família regnant eren considerats nagvansi rajputs i emparentats amb la casa de Chhota Nagpur amb un pedigrí que datava de la meitat del segle viii, però segurement eren gonds i descendents de la casa reial de Garha Mandla.De les tres parts del territori, la pargana de Khuhva al nord-oest fou el domini original dels senyors de Khairagarh; Khamaria al nord-est fou adquirida a Kawardha al final del segle XVIII a canvi d'un préstec relativament petit; i la part més gran, al sud, la van adquirir el 1818 dels rages de Mandla i els rages marathes Bhonsle de Nagpur; i la part de Dongargarh era la meitat del territori d'un zamindar que es va rebel·lar contra els marathes i fou derrotat per Khairagarh i Nandgaon, que es van repartir l'estat.
Fateh Singh va ser deposat i va morir el 1874. L'estat no fou entregat al zamindari Umrao Singh i des del 1874 fins al febrer de 1883 fou administrat pels britànics. Finalment el 1883 Umrao va rebre els poders. Va morir el 19 de febrer de 1891. El sobirà Kamal Narayan Singh va pujar al tron el 1891 als 23 anys i va rebre el títol hereditari de raja el 1898, passant l'estat de ser un zamindari a un principat; l'administració estava dirigida pel raja auxiliat per un ministre (diwan) sota el control de l'agent polític pels estats de Chhattisgarh.

## Bandera
La bandera era rectangular de tres franges horitzontals: la superior porpra, la central groga i la inferior vermella. Al mig portava brodat l'escut de l'estat.

## Llista de thakurs i rages
- Thakur Lal FATEH SINGH 1833-1874
- Thakur Lal UMRAO SINGH 1874-1891
- Raja KAMAL NARAYAN SINGH 1891-1908
- Raja LAL BAHADUR SINGH 1908-1918
- Raja Bahadur BIRENDRA BAHADUR SINGH 1918-1948 (+ posteriorment)